# Eriocaulon glabripetalum
Eriocaulon glabripetalum är en gräsväxtart som beskrevs av W.L.Ma. Eriocaulon glabripetalum ingår i släktet Eriocaulon och familjen Eriocaulaceae. Inga underarter finns listade i Catalogue of Life.